# Зрада (фільм, 1967)
«Зрада» — радянський художній чорно-білий фільм, знятий в 1967 році режисером Тахіром Сабіровим на кіностудії «Таджикфільм». Прем'єра фільму відбулася 7 серпня 1967 року.

## Сюжет
Дія фільму розгортається в 1920-х роках під час Громадянської війни в Середній Азії. Красноармійський загін пробивається з оточення басмачів, які влаштували засідку. Вирвавшись із засідки, Червоний командир Асад звинувачуючи у зраді воєнкома засуджує його до розстрілу і приводить вирок у виконання. Карім, син страченого воєнкома Сафара, намагається знайти докази невинності свого батька. Тим часом Асад таємно вступає в змову з басмачами. За його наводкою гинуть й інші червоноармійці. Але потрапивши в складну ситуацію басмачі вирішують позбутися від можливого зрадника і ліквідують лукавого Асада.

## У ролях
- Хабібулло Абдуразаков —  Асад Максум (дублював  Артем Карапетян)
- Ісамат Ергашев —  Карім, син Сафара (дублював В'ячеслав Подвиг)
- Зухра Хасанова —  Саодат, дочка Сафара (дублювала  Інна Виходцева)
- Абдульхайр Касимов —  Гаффор (дублював  Іван Рижов)
- Ходжакулі Рахматуллаєв —  Хайдаркул, голова ревкому (дублював  Олексій Алексєєв)
- Нозукмо Шомансурова —  Бібіраджаб, дружина Сафара (дублювала  Зінаїда Воркуль)
- Олександр Баранов —  Шімкунас
- Іван Кузнецов —  Семенов
- Алім Ходжаєв —  Нізамеддін, нарком (дублював  Аркадій Толбузін)
- Гурміндж Завкібеков —  Сафар, воєнком (дублював Костянтин Тиртов)
- Куллук Ходжаєв —  курбаші Джабор (дублював  Яків Бєлєнький)
- Усман Салімов —  Нурали

## Знімальна група
- Режисер: Тахір Сабіров
- Сценаристи: Ігор Луковський, Тахір Сабіров, Джалол Ікрамі
- Оператор: Анвар Мансуров
- Композитор: Фаттох Одіна
- Художник: Давид Ільябаєв